# 愛知環状鉄道100系電車

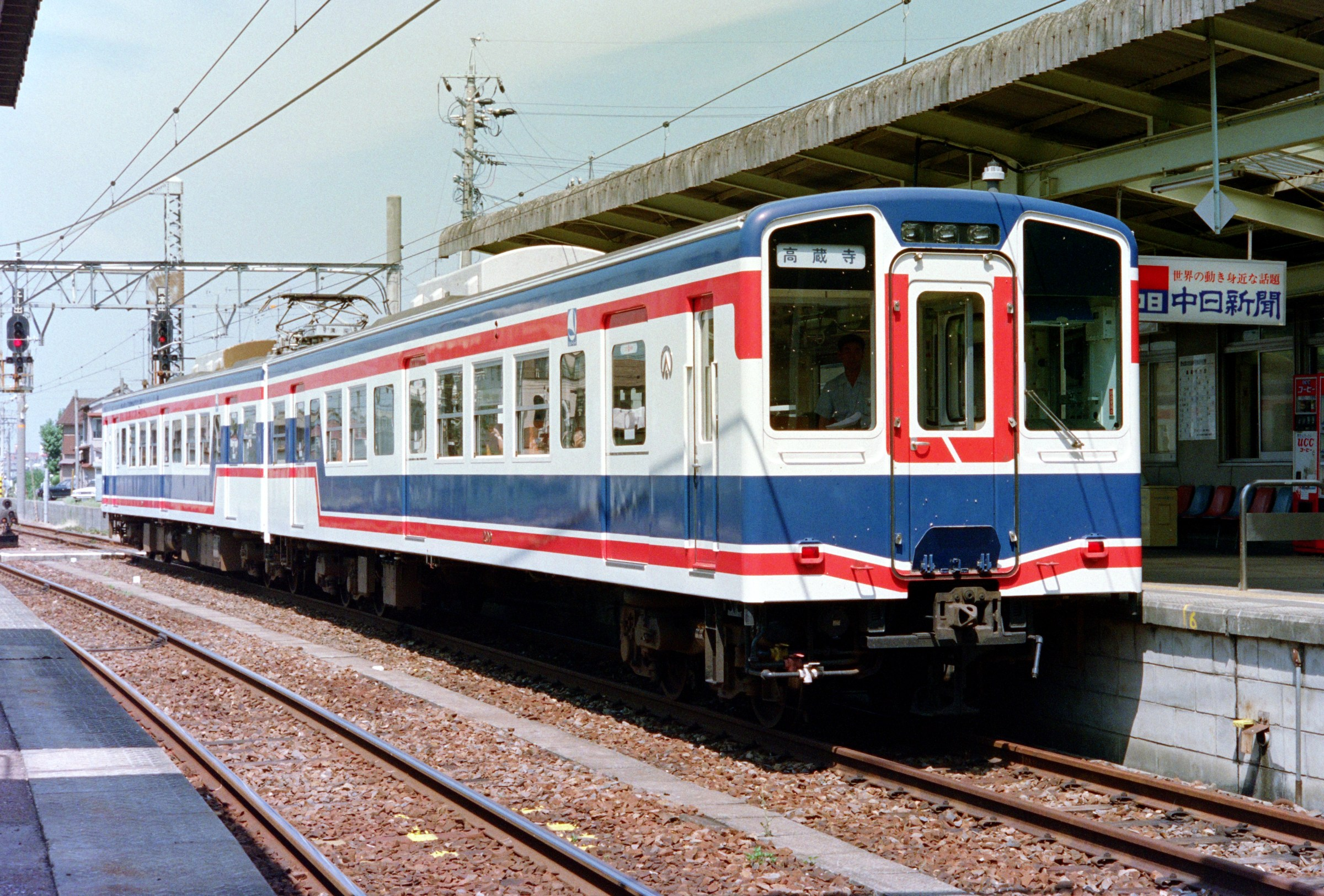
100系電車
（1990年9月9日 岡崎駅）

愛知環状鉄道100系電車（あいちかんじょうてつどう100けいでんしゃ）は、かつて愛知環状鉄道（愛環）に在籍した電車。1988年（昭和63年）の同社鉄道線開業に際し導入された車両である。
2003年（平成15年）以降はえちぜん鉄道に譲渡され、MC6001形（エムシー6001がた）およびMC6101形（エムシー6101がた）となっている。本項では、譲渡後の両形式についても記述する。

## 概要
開業前年の1987年（昭和62年）に日本車輌製造で製造された車体長19m、片開き3扉セミクロスシートの車両である。車体と台車は新製したが、電装品には国鉄101系の廃車発生品を流用していた。
ワンマン運転に対応できるように運転台を半室式にしたり、最前部の乗降扉を運転台直後としているが、愛環在籍時にはワンマン運転されることはなく、この構造が活かされるようになったのはえちぜん鉄道に譲渡後のことである。
自動車内放送は8トラックテープ式であり、録音業者はネプチューン（現・レゾナント・システムズ）であった。
冷房装置は、近江鉄道220形電車と同様に直流1500Vの架線電源で直接駆動する集中式のものを1台搭載した。このため補助電源装置は5kVAと小容量のものとなっている。
100形・200形
制御電動車 (Mc) 100形 - 制御付随車 (Tc) 200形による2両編成。100形は高蔵寺方向に、200形は岡崎方向に連結された。最大で101-201 - 109-209の2両編成9本（18両）が在籍していた。
300形
100形・200形の増結用、また緊急時の救援用途として、開業時に301・302、1992年に303 - 305の計5両が製造された。内装・外装ともに基本的には100形と変わりなく、両運転台車であるということが特筆される。
増結車として使用される時には常に高蔵寺方に連結された。また、まれに100形の代わりに200形と編成を組むこともあった。両運転台構造であることから単行運転も可能であったが、車両不足時に300形同士の2両編成を組む時と、2005年11月13日のさよなら運転時以外は岡崎向き運転台を営業列車で使用したことはないとされる。ただし、1997年頃の「愛環ビール列車」では、300形が単行で運転されている。豊田おいでんまつりの際にも臨時増発用として単行で使われていたこともある。
なお、2005年（平成17年）の愛知万博（愛・地球博）輸送時は100形・200形・300形を組み合わせた4両編成で運用されていた。
乗降扉が片開き3扉で運行に不都合な面があった事や、前述のとおり電装品が国鉄101系の廃車発生品の流用のため老朽化が進んでいた事もあり、愛・地球博の準備が始まった2002年より順次投入された2000系に置き換えられ、2005年11月13日のさよなら運転をもって愛知環状鉄道での運用を終了し、全車が廃車となった。23両全車がえちぜん鉄道に無償譲渡されたが、2両編成の100形・200形は、100形をベースに両運転台化改造されたので、車両として竣工したのは計14両となった。

## えちぜん鉄道への譲渡
2001年の列車衝突事故を契機に保有路線の全廃を決めた京福電気鉄道福井支社について、永平寺線を除く各線は2003年にえちぜん鉄道として運行を開始することが決定された。その際、保有していた車両のなかに老朽化が進んでいたものが存在していたため、前述した愛知環状鉄道の廃車を譲受して、MC6001形・MC6101形として運行を開始した。
2003年8月25日にMC6001形2両（6001・6002）が、2004年 - 2006年にMC6101形12両 (6101 - 6112) が岡崎市の名鉄住商工業舞木工場からトレーラーにより福井口駅まで搬入され、試運転の後に順次運行を開始した。

### 改造
23両全車を無償譲受したが、えちぜん鉄道での需要予測では2両編成のままでは輸送力過多となるため、100形をベースに200形の運転台を接合する両運転台化改造を施し、運転台を供出した200形は解体処分された。
愛知環状鉄道は直流1500V電化であったが、えちぜん鉄道は直流600V電化であるため、永久直列回路の都合上、個々の電動機にかかる電圧が小さくなりすぎてそれまで使用していたMT46型電動機では従来性能の半分も発揮できないことが明らかになった。そのため力行時には4個ある電動機のうち3個のみを使用するように回路を変更したが、それでも性能的に問題が大きかったため、後には東日本旅客鉄道（JR東日本）から113系などで使用されているMT54型電動機を購入し、2003年11月19日までに交換した。電動機1個あたりの出力は約2割向上（架線電圧600V、3個直列での出力53kW→64kW）したが、それでも並列制御を行う京福時代の車両より加速性能の面で劣っている。
その他、えちぜん鉄道塗装への変更、補助電源装置を電動発電機 (MG) から静止形インバータ (SIV) に換装、エアコンユニットの交換やスカート・スノープロウの個別化（いずれもMC6101形）、またホームと車両の接触対策として車両の四隅を若干切り欠くなどの工事が施されたが、それ以外に愛知環状鉄道時代と外観上の大きな変化はない。室内ではワンマン運転用各種機器が設置され、MC6101形6103以降は液晶ディスプレイ式アドムーブの設置と座席のモールド変更などの動きがあった。
その後2012年末までに、全編成で左右のヘッドライトが白色LEDに交換された（中央はシールドビームのまま存置されていたが、のちにデフロスター設置に伴い撤去された）。
座席配置は愛知環状鉄道時代そのままのセミクロスシートである。

### 主要諸元（MC6101形）
- 車長 - 19,000mm
- 車幅 - 2,850mm
- 車高 - 4,100mm
- 自重 - 40.6t（空車時）
- 定員 - 123名（うち、座席52名）
- 台車 - 日本車輌製造ND-708型軽量ボルスタレス式空気バネ台車
- 歯車比（ギア比） - 82:17 (4.82)
- 電動機 - MT54形直流直巻電動機、端子電圧200V時64kW（架線電圧1500V下では端子電圧375V時120kW）×4
- 制御方式 - 永久直列電動カム軸式抵抗制御、3・4ノッチ時弱め界磁制御付、空転検出器付
- 主制御器 - ES-791A（永久直列8段、弱め界磁4段、発電制動13段）
- 駆動方式 - 中空軸平行カルダン駆動方式
- 制動方式 - 発電制動併用電磁直通空気制動（応荷重制御器、保安ブレーキ、自動空気ブレーキ付）
- 冷房装置 - 交流式ユニットクーラー（屋根上に設置）

### 新旧番号対照
えちぜん鉄道の車両番号 - 愛知環状鉄道の形式・車両番号の順
MC6001形
6001 - 旧100形103
6002 - 旧100形108
MC6101形
6101 - 旧100形101
6102 - 旧100形102
6103 - 旧100形104
6104 - 旧300形302
6105 - 旧300形301
6106 - 旧300形303
6107 - 旧100形107
6108 - 旧100形109
6109 - 旧100形105
6110 - 旧100形106
6111 - 旧300形304
6112 - 旧300形305